# Zcizovací efekt

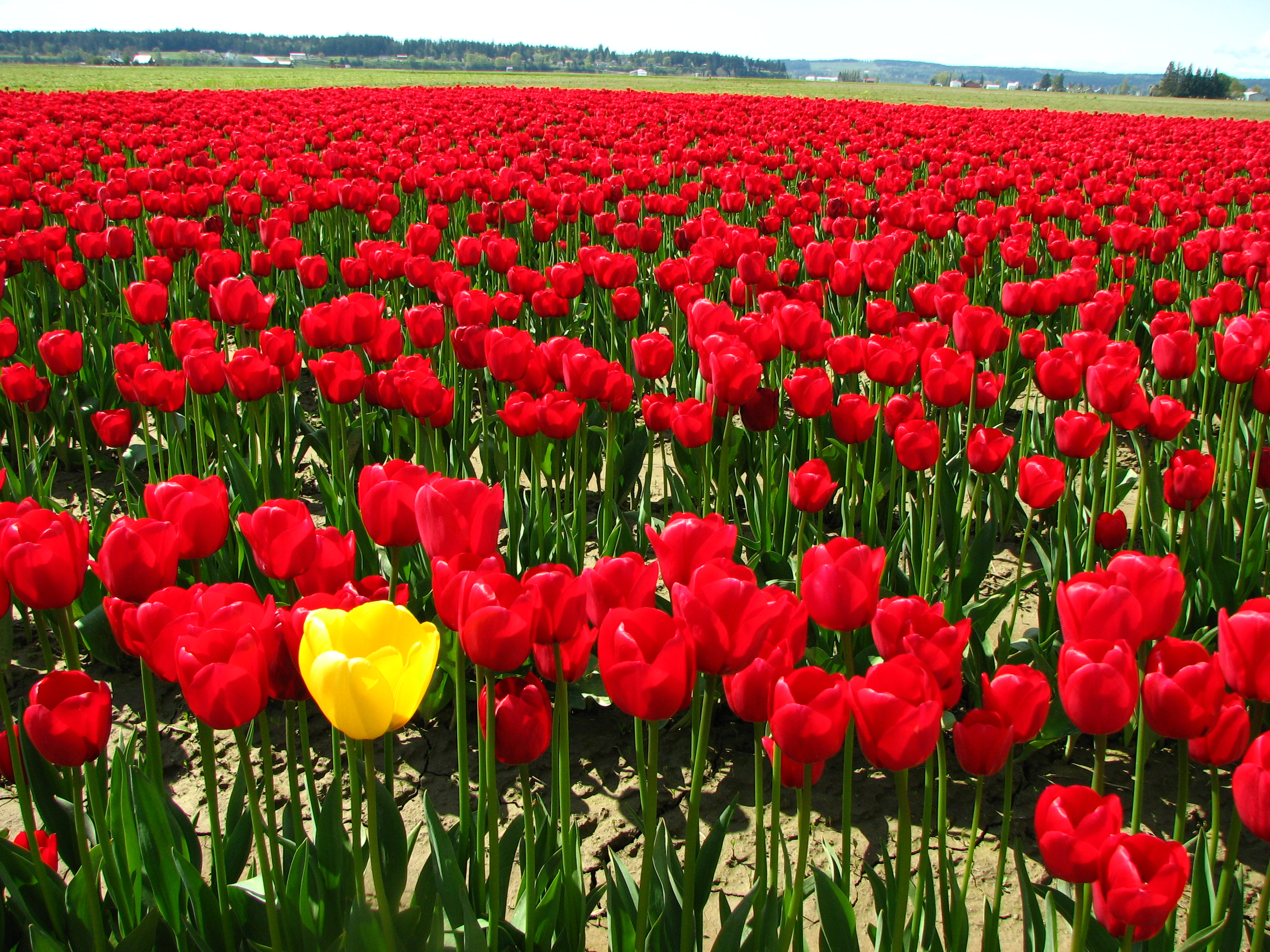
Vizuální zcizovací efekt v podobě žlutého tulipánu.

Zcizovací efekt je prostředek divadelního, filmového (řidčeji jiného uměleckého) vyjadřování, jehož účelem je upozornit diváka na to, že hra je pouze předváděním skutečnosti a nikoli skutečností samou. Smyslem toho je zabránit, aby divák pouze dílo pasivně pozoroval, a zapříčinit, aby o něm také uvažoval a pokoušel se ho spojit se skutečnou situací. 
Většinou je proveden záměrně stylizovaným vyjádřením (např. v Brechtově hře Zadržitelný vzestup Artura Uie mezi sebou chicagští gangsteři mluví ve verších) či prvkem, který záměrně neodpovídá realitě (např. král na trůně má na hlavě korunu, v ruce drží zlaté žezlo a skutečné, čerstvé jablko namísto zlatého). Dalším účelem zcizovacího efektu může být dílo vtipným způsobem oživit, upoutat divákovu pozornost a navázat s ním kontakt.
Zcizovací efekt se poprvé objevuje v divadelní tvorbě během 30. let 20. století. Nejznámějším dramatikem, který s ním pracuje, je Bertolt Brecht.